# Sé titular de Éfeso
Arquidiocese de Éfeso (Archidioecesis Ephesina) é uma sé suprimida e sé titular da Igreja Católica Romana.

## História
Tanto a Igreja Católica Romana como a Ortodoxa reivindicam o antigo bispado fundado no século I por Timóteo.
Éfeso é sede de uma diocese do patriarcado de Constantinopla desde o século II, elevada à categoria de sé metropolitana no século IV. A sé foi abolida após a Primeira Guerra Mundial. Na sequência do Tratado de Lausana, para pôr fim à guerra greco-turca, foi implementada em 1923 uma troca de populações entre a Grécia e a Turquia que levou à extinção total da presença cristã ortodoxa no território da arquidiocese de Éfeso. O último metropolita residente foi Temístocles Chatzistavrou, transferido para a sé de Rodes em fevereiro de 1924 e depois, com o nome de Crisóstomo II, eleito arcebispo de Atenas e primaz da Igreja Ortodoxa da Grécia de 1962 a 1967.
A Igreja Católica Romana começou a atribuir o título arquiepiscopal de Éfeso já no início do século XIV. O primeiro prelado conhecido é o franciscano Conrado, vir doctus et in linguis orientalibus versatus, nomeado em 5 de julho de 1318. Com base nas cronotaxes relatadas na Hierarchia catholica de Konrad Eubel e nas nomeações da Acta Apostolicae Sedis, há mais de trinta prelados católicos que tinham o título de "arcebispos de Éfeso". O último deles foi Giovanni Enrico Boccella, ex-ministro geral da Terceira Ordem Regular de São Francisco, arcebispo emérito de Esmirna (1968-1978).

## Arcebispos titulares
- Conrado, OFM † (5 de julho de 1318 -?);
- Raymond Stephen, OP † (9 de julho de 1322 -?);
- William, OESA † (16 de junho de 1349 -?);
- João de Perugia, OFM † (17 de novembro de 1402 -?);
- Federico Mons, OFM † (2 de janeiro de 1411 - ?);
- Luca Borsciani Cybo, OSM † (setembro de 1522 - 1523);
- Pierre de Villars † (1 de julho de 1613 - 18 de janeiro de 1626);
- Vitalis de L'Estang † (9 de fevereiro de 1615 - 11 de agosto de 1621);
- Basilio Cacace, CR † (12 de fevereiro de 1624 - 27 de abril de 1646);
- Giacomo della Torre † (9 de novembro de 1646 - 16 de setembro de 1661);
- Vitaliano Visconti † (11 de agosto de 1664 - 7 de março de 1667);
- Opizio Pallavicini † (27 de fevereiro de 1668 - 2 de setembro de 1686);
- Francesco Liberati † (24 de fevereiro de 1688 - 18 de abril de 1703);
- Antonio Francesco Sanvitale † (16 de julho de 1703 - 6 de maio de 1709);
- Giacomo Caracciolo † (7 de abril de 1710 - 17 de janeiro de 1718);
- Domenico Silvio Passionei † (16 de julho de 1721 - 23 de junho de 1738);
- Antonio Maria Pescatori, OFM Cap. † (22 de junho de 1739 - 6 de março de 1741);
- Antonio Eugenio Visconti † (28 de janeiro de 1760 - 19 de abril de 1773);
- Nicola Buschi † (11 de abril de 1785 - 11 de agosto de 1800);
- Benedetto Sinibaldi † (11 de agosto de 1800 - abril de 1816 );
- Paolo Leardi † (23 de setembro de 1816 - 31 de dezembro de 1823);
- Giovanni Soglia Ceroni † (2 de outubro de 1826 - 6 de abril de 1835);
- Lodovico Altieri † (11 de julho de 1836 - 21 de abril de 1845);
- Alessandro Asinari di San Marzano † (19 de janeiro de 1846 - 2 de julho de 1876);
- Francesco Folicaldi † (12 de março de 1877 - 30 de outubro de 1883);
- Tobias Kirby † (15 de janeiro de 1886 - 20 de janeiro de 1895);
- Sebastiano Martinelli, OSA † (18 de agosto de 1896 - 15 de abril de 1901);
- Donato Raffaele Sbarretti Tazza † (16 de dezembro de 1901 - 7 de dezembro de 1916);
- Lorenzo Lauri † (5 de janeiro de 1917 - 20 de dezembro de 1926);
- Valerio Valeri † (18 de outubro de 1927 - 12 de janeiro de 1953);
- Sebastiano Baggio † (30 de junho de 1953 - 30 de abril de 1969);
- Giovanni Enrico Boccella, TOR † (7 de dezembro de 1978 - 22 de maio de 1992).